# Dyskografia Chóru Warsa
Dyskografia Chóru Warsa obejmuje 42 utwory taneczne nagrane na 22 płytach gramofonowych wytwórni Syrena Rekord pod szyldem Syrena Electro od stycznia 1931 roku do sierpnia 1932 roku. We wszystkich nagraniach wokalistom towarzyszy akompaniament fortepianowy dyrygenta chóru – Henryka Warsa.

## Styczeń1931
| Numer katalogowy | Numer matrycowy | Tytuł                 | Opis                                                                                              | Kompozytor  | Autor tekstu  |
| ---------------- | --------------- | --------------------- | ------------------------------------------------------------------------------------------------- | ----------- | ------------- |
| 3657             | 21768           | Marzenie              | Tango z rewii "Złote szaleństwo" z teatru "Morskie Oko"                                           | Henryk Wars | Andrzej Włast |
| 3657             | 21769           | Biała lady            | Boston z rewii "Złote szaleństwo" z teatru "Morskie Oko"                                          | Henryk Wars | Andrzej Włast |
| 3663             | 21913           | Najcudowniejsze nóżki | Foxtrot z rewii "Hallo! Malicka i Sawan!" oraz rewii "To co lubi Warszawa" z teatru "Morskie Oko" | Henryk Wars | Andrzej Włast |

## Luty – październik1931
| Numer katalogowy | Numer matrycowy | Tytuł                          | Opis                                                                                    | Kompozytor       | Autor tekstu  |
| ---------------- | --------------- | ------------------------------ | --------------------------------------------------------------------------------------- | ---------------- | ------------- |
| 3684             | 22030           | Ja wiem o twojej miłości       | Foxtrot z rewii "Sympatia Warszawy" z teatru "Morskie Oko"                              | Nacio Herb Brown | Andrzej Włast |
| 3685             | 22031           | Przysięgnij mi!                | Tango z rewii "Sympatia Warszawy" z teatru "Morskie Oko"                                | Henryk Wars      | Andrzej Włast |
| 3685             | 22032           | Marynarze                      | Tango                                                                                   | Sanders          | Tadeusz Stach |
| 3709             | 22117           | Dla ciebie w sam raz!          | Foxtrot z rewii "Sympatie Warszawy" z teatru "Morskie Oko"                              | Jimmy Mc Hugh    | Andrzej Włast |
| 3709             | 22118           | Dobranoc                       | Walc angielski z operetki "Wiktoria i jej huzar" z teatru "Nowości"                     | Paul Abraham     | Andrzej Włast |
| 3710             | 22119           | Miłość cię zdradziła           | Tango z rewii "Idzie wiosna" z teatru "Wesoły Wieczór"                                  | Fanny Gordon     | Tadeusz Stach |
| 3710             | 22121           | Już się prześnił sen o miłości | Tango z rewii "W murowanej piwnicy" z teatru "Qui pro Quo"                              | Władysław Dan    | Konrad Tom    |
| 3723             | 22170           | Mów coś!                       | Foxtrot z rewii "Podróż na księżyc" z teatru "Morskie Oko"                              | Henryk Wars      | Andrzej Włast |
| 3723             | 22171           | Kwiat jabłoni                  | Boston japoński z rewii "Podróż na księżyc" z teatru "Morskie Oko"                      | Henryk Wars      | Konrad Tom    |
| 3729             | 22191           | Kiedy przymykam oczy           | Tango z rewii "Milion złotych" z teatru "Morskie Oko"                                   | Henryk Wars      | Andrzej Włast |
| 3729             | 22192           | Twój uśmiech                   | Boston z rewii "Milion złotych" oraz rewii "To co lubi Warszawa" z teatru "Morskie Oko" | Artur Gold       | Andrzej Włast |
| 3731             | 22201           | Mój czarny chłopiec            | Slowfox z rewii "Milion złotych" z teatru "Morskie Oko"                                 | Henryk Wars      | Andrzej Włast |
| 3731             | 22202           | Jestem taki szczęśliwy!        | Foxtrot z filmu "Sekretarka osobista"                                                   | Paul Abraham     | Jerry         |

## Listopad – grudzień1931
CHÓR H. WARSA W STYLU REVELLERSÓW cieszący się dzięki swym niedoścignionym walorom artystycznym i wokalnym – popularnością wśród najszerszych warstw miłośników muzyki tanecznej.

| Numer katalogowy | Numer matrycowy | Tytuł                                     | Opis                                                   | Kompozytor               | Autor tekstu       |
| ---------------- | --------------- | ----------------------------------------- | ------------------------------------------------------ | ------------------------ | ------------------ |
| 3765             | 22391           | Buddha                                    | Tango hinduskie                                        | Fanny Gordon             | Walery Jastrzębiec |
| 3765             | 22392           | Wróć do mnie znów                         | Tango z rewii "Hallo! Ameryka!" z teatru "Morskie Oko" | Artur Gold               | Andrzej Włast      |
| 3766             | 22393           | Moja mała                                 | Tango z rewii "Ta Banda pięknie gra" z teatru "Banda"  | Walter Jurmann F. Rotter | Marian Hemar       |
| 3766             | 22394           | Jesienny list                             | Foxtrot z rewii "Jajko Kolumba" z teatru "Banda"       | Nacio Herb Brown         | Oldlen             |
| 3767             | 22387           | Przebacz mi (Lacrime)                     | Tango                                                  | Alfredo Bracchi Pazzail  | Konrad Tom         |
| 3767             | 22388           | Szczęście trzeba rwać, jak świeże wiśnie! | Tango z rewii "Wyścig ministrów" z teatru "Ananas"     | Zygmunt Białostocki      | Walery Jastrzębiec |
| 3768             | 22389           | Ty i moja gitara                          | Tango z rewii "Hallo! Ameryka!" z teatru "Morskie Oko" | Jerzy Petersburski       | Andrzej Włast      |
| 3768             | 22390           | To śpiewa noc!                            | Tango z rewii "Wyścig ministrów" z teatru "Ananas"     | Zygmunt Białostocki      | Stanisław Belski   |

## Styczeń – luty1932
Czterech muzykalnych gentelmenów śpiewa wspólnie wprost znakomicie! Chór Warsa, pomimo innych naśladujących jego styl zespołów, zda się pozostawać wciąż bezkonkurencyjny. O zaletach Chóru Warsa nie zależy jednak za długo pisać, Chóru Warsa należy słuchać! Zespół Revellersów Henryka Warsa śpiewa wyłącznie na płytach "Syrena Electro".

| Numer katalogowy | Numer matrycowy | Tytuł                   | Opis                                                                   | Kompozytor         | Autor tekstu  |
| ---------------- | --------------- | ----------------------- | ---------------------------------------------------------------------- | ------------------ | ------------- |
| 3786             | 22450           | Smutno mi!              | Slowfox z rewii "Hallo! Ameryka!" z teatru "Morskie Oko"               | Jimmy Mc Hugh      | Andrzej Włast |
| 3786             | 22451           | Czy Pani tańczy rumbę?  | Rumba z rewii "Tęcza nad Warszawą" z teatru "Morskie Oko"              | Henryk Wars        | Andrzej Włast |
| 3787             | 22452           | Ja za tobą szaleję!     | Slowfox z rewii "Tęcza nad Warszawą" z teatru "Morskie Oko"            | Walter Donaldson   | Andrzej Włast |
| 3787             | 22453           | Chcesz mnie, bierz mnie | Foxtrot z rewii "Tęcza nad Warszawą" z teatru "Morskie Oko"            | Henryk Wars        | Jerry         |
| 3815             | 22557           | Dla mej kochanki!       | Tango z rewii "Przez dziurkę od klucza" z teatru "Morskie Oko"         | Fanny Gordon       | Andrzej Włast |
| 3815             | 22559           | Przyjdź!                | Tango z rewii "Tęcza nad Warszawą" z teatru "Morskie Oko"              | Jerzy Petersburski | Andrzej Włast |
| 3816             | 22558           | Santa Lucia!            | Tango włoskie z rewii "Przez dziurkę od klucza" z teatru "Morskie Oko" | Otto Stransky      | Andrzej Włast |
| 3816             | 22560           | Kocham                  | Tango z filmu "Bezimienni bohaterowie"                                 | Henryk Wars        | Jerzy Roland  |

## Lipiec – sierpień1932
Chór Henryka Warsa należy do najciekawszych zespołów wokalnych tego rodzaju, a wzoruje się bezpośrednio na słynnych angielskich Revellersach. Sukces swój zawdzięcza nie tylko właściwemu doborowi i wyuczeniu repertuaru, ale także doskonałemu zestrojeniu głosów poszczególnych śpiewaków w jedno potężne brzmienie. Chór ten umiejętnie wykonywa piosenki o różnym nastroju, przy czym cały kunszt wykonawczy opiera się tutaj jedynie na pięknie głosów śpiewaków, gdyż całym tłem dla ich śpiewu jest jedynie fortepian. Płyty Chóru Warsa mają ogromną rzeszę zwolenników i zainteresowanie nowymi nagraniami zespołu wzmaga się coraz bardziej.

| Numer katalogowy | Numer matrycowy | Tytuł                      | Opis                                                                    | Kompozytor                      | Autor tekstu      |
| ---------------- | --------------- | -------------------------- | ----------------------------------------------------------------------- | ------------------------------- | ----------------- |
| 3848             | brak            | Ty, miłość i wiosna!       | Tango z rewii "Listek figowy" z teatru "Morskie Oko"                    | Jerzy Petersburski              | Andrzej Włast     |
| 3848             | brak            | Wrócisz                    | Tango, motyw przewodni z filmu dźwiękowego "Puszcza"                    | Henryk Wars                     | Henryk Wars       |
| 3849             | brak            | Księżyc wypłynął           | Boston z rewii teatru "Banda"                                           | Władysław Dan                   | Oldlen            |
| 3849             | brak            | Znów masz do mnie żal      | Slowfox z rewii teatru "Qui pro Quo"                                    | Milton Ager                     | Jerry             |
| 3850             | brak            | Mała tancereczka           | Slowfox z rewii "Listek figowy" z teatru "Morskie Oko"                  | Gus Kahn Axt Richard A. Whiting | Andrzej Włast     |
| 3850             | brak            | Tańcz dziewczyno           | Foxtrot orientalny z filmu dźwiękowego "Głos pustyni"                   | Henryk Wars                     | B. Rald           |
| 3856             | brak            | Zawsze!                    | Tango z rewii "Wesoła podróż" z teatru "Morskie Oko"                    | Fred Melodyst                   | Andrzej Włast     |
| 3856             | brak            | How do you do, Mr. Brown?! | Foxtrot z filmu "Żona na jedną noc"                                     | Paul Abraham                    | Jerry             |
| 3857             | 22723           | Nie igraj Senorito         | Tango z filmu dźwiękowego "Sto metrów miłości" i z rewii teatru "Banda" | Władysław Dan                   | Oldlen Konrad Tom |
| 3857             | 22724           | Serce                      | Tango z teatru "Banda"                                                  | Peruocco                        | Oldlen            |